# Pipistrellus pipistrellus
El murciélago común o murciélago enano (Pipistrellus pipistrellus) es una especie de murciélago muy expandido por toda Europa (desde la península ibérica hasta Rusia), norte de África, suroeste de Asia y probablemente Corea, Japón y Taiwán. Es el más pequeño de los murciélagos europeos y se conocen colonias de más de mil ejemplares. En casos excepcionales del centro y este de Europa se han llegado a encontrar más de diez mil animales en iglesias y cavidades subterráneas. A lo largo de los años noventa del siglo XX se ha separado a la subespecie Pipistrellus pipistrellus mediterraneus en una especie propia, Pipistrellus mediterraneus.
Puede vivir desde el nivel del mar hasta los 2000 m s. n. m. Es muy común encontrarlo en zonas habitadas por el hombre, viviendo en rincones o casas abandonadas, así como en jardines y parques de ciudad. Como refugio pueden usar huecos de árboles y rocas, así como grietas en edificios. Viven unos cinco años de media aunque se han dado casos de animales con quince años de vida. La mortalidad es muy alta durante el primer año de vida, llegando a alcanzar el 80 %.

## Descripción física

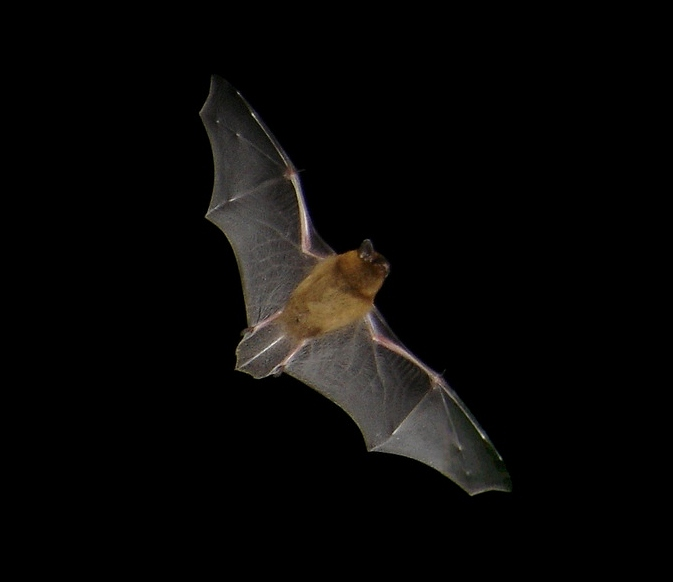
Pipistrellus p. en vuelo

Mide de 3,5 a 5 cm, la distancia entre sus alas al moverlas de vaivén varían entre 19 y 25 cm y son estrechas. Pesa de 3,5 a 8 g. Sus orejas son cortas, triangulares y con los vértices redondeados. Al igual que otros murciélagos de la familia Vespertilionidae, Pipistrellus pipistrellus posee un trago arriñonado, de punta redondeada y especialmente largo y desarrollado. 
El hueso premaxilar está fusionado al maxilar y su fórmula dentaria es de 2/3, 1/1, 2/2, 3/3 (arriba/abajo; incisivos, caninos, premolares y molares). Su hocico es corto y presenta abultamientos glandulares a ambos lados, que se desarrollan especialmente en otoño, junto a las glándulas labiales. Estas últimas constituyen las llamadas boqueras, de color blanquecino.
Su piel es de color marrón, de tonalidades variables, pero normalmente más oscuras que en Pipistrellus pygmaeus. Las membranas de las alas y cola son más oscuras y carecen de pelo. La piel de la cara es más oscura que la del resto del cuerpo, llegando en ocasiones al negro.

## Comportamiento
Normalmente son animales sedentarios aunque se han dado casos de ejemplares que han viajado varios centenares de kilómetros. Las hembras son más reacias a cambiar de territorio. 
Es frecuente encontrarlos cerca de faroles y luces artificiales, cazando a los insectos que son atraídos hasta ellas. No son especialmente rápidos o maniobrables en vuelo (?) pero sí que muestran unas capacidades medias que les permiten cierta versatilidad tanto en terrenos abiertos como en pleno bosque.
Aunque usualmente hibernan, pueden verse en los días más calurosos del invierno bebiendo o cazando a las horas más calurosas.
Pipistrellus pipistrellus emite dos tipos de llamadas de ecolocalización: una corta de 4 ms con un rango de 80-56 kHz, y una larga de 51 kHz que llega a 10 ms. Las llamadas son usadas para localizar y cazar a sus presas, ya que sus ojos están poco desarrollados.

## Reproducción
La época de reproducción tiene lugar entre finales del verano y principios de otoño, de finales de agosto a finales de septiembre. Los machos defienden territorios con harenes de hasta diez hembras. Realizan vuelos de cortejo alrededor de las hembras y emiten un fuerte olor a almizcle. Si la cópula se produce en un mal momento, las hembras pueden retrasar la fertilización de los óvulos, lo cual es una característica típica de los miembros de la familia Vespertilionidae.
Las hembras gestantes dan a luz una o dos crías a finales de primavera o principios de verano. A las tres o cuatro semanas de edad los recién nacidos ya son capaces de volar, y una semana después de su primer vuelo ya son capaces de alejarse varios kilómetros del refugio. Las hembras alcanzan la madurez sexual al año de vida y los machos a los dos años de vida,también son mamíferos.

## Distribución
Europa, Norte de África, Península arábiga y subcontinente Indio. En Europa se encuentra desde España meridional hasta Dinamarca, alcanzando residualmente el sur de Suecia. En España se encuentra en todo el territorio, excepto en las Islas Canarias. Su área de distribución se solapa con la del murciélago de Cabrera.